# بني مهند (حجة)

تعديل مصدري - تعديل

بني مهند هي إحدى قرى عزلة النفيش بمديرية حجة التابعة لمحافظة حجة، بلغ تعداد سكانها 319 نسمة حسب تعداد اليمن لعام 2004.